# Clécio Alves
Clécio Antônio Alves (Goiânia, 26 de abril de 1961) é um empresário e político brasileiro, filiado ao Republicanos.
Nas eleições de 2022, foi eleito deputado estadual em Goiás com 28.322 votos (0,82% dos votos válidos). 
Foi eleito nas eleições 2000 para o primeiro mandato de vereador de Goiânia, e em 2020, foi reeleito para o sexto mandato. 